# Pântano Central
O Pântano Central ou Qurna (em árabe: أهوار القرنة) foi um grande complexo de zonas úmidas no Iraque que faziam parte do sistema Tigre-Eufrates, juntamente com os pântanos Hawizeh e Hammar. Antes cobrindo uma área de cerca de 3000 km2, foram quase que completamente drenados após a revolta de 1991, que ocorreu no Iraque e têm inundado novamente nos últimos anos.

## Características
O Pântano Central se estende entre a Nassíria, Al-'Uzair (Túmulo de Ezra) e Al-Qurnah e é principalmente alimentados pelo Rio Tigre e o seu afuentes (o Shatt al-Muminah e Majar al-Kabir). Eles foram drenados pelo (parcialmente artificial) Canal da Prosperidade, e o Rio Glória. O Pântano Central de foi caracterizado por altos qasab juncos, mas incluiu muitos lagos de água doce, dos quais os maiores foram os Haur az-Zikri e Umm al-Binni (literalmente "mãe de binni", sendo este último uma espécie de barbel.) Os pântanos são importantes para reprodução de populações de cana-de-mato Basra e pardilheira, juntamente com várias outras espécies de aves.  Temia-se que o Anhingidae Levante (Anhinga rufa chantrei), uma subespécie da Anhingidae África, e a subespécie maxwelli de lontra de pele lisa tinha desaparecido totalmente, mas pequenas e ameaçadas populações ainda existems de ambos. Receia-se que o rato Bandicota Bunn da cauda curta (Nesokia bunnii, syn. Erythronesokia bunnii), que só tinha sido descrita a partir de amostras obtidas no Pântano Central, está extinto.
A área foi anteriormente preenchido pelo Pântano Árabes ou Ma'dan, que serviam búfalos com a vegetação natural e servindo também para o cultivo de arroz.

## Drenagem
No início da década de 1980, foi evidente que os projetos de irrigação já estavam afetando os níveis de água nos pântanos. No início da década de 1990, o governo do Iraque realizou uma série de grandes projetos de drenagem, pelo menos em parte, em retribuição à eventos de 1991 e revoltas, e para evitar que a área fosse utilizada como refúgio por milícias. O fluxo em direção ao sul dos afluente do Tigre foram bloqueados por grandes aterros e transpostos para o Al-Amarah ou Canal da Glória, resultando na perda de dois terços dos Pântanos Centrais já em 1993. Mais um canal, o Canal da Prosperidade, foi construído para evitar qualquer excesso no pântano do canal principal do Tigre como ele correu em direção ao sul de Qalat Saleh. Pelo final da década de 1990, o Pântano Central tinha se tornado completamente desidratado, sofrendo mais um dano grave das três principais áreas de Pântano . Em 2000, o Programa ambiental das Nações Unidas estima que 90% dos pântano tenha desaparecido.

## Re-alagamento
Após a invasão dos EUA ao Iraque em 2003, aterros e obras de drenagem foram danificados e abertos, e os pântanos começaram a alagar novamente. O Pântano Central mostrou pouca recuperação, ao longo de 2003, mas no início de 2004, uma colcha de retalhos de lagos tinha aparecido em áreas do norte; haviam inundações em áreas do sul, que tinham sido previamente secas desde o início da década de 1990. Tem ocorrido uma recolonização natural da vegetação do pântano e o retorno de algumas espécies de peixes e aves, embora a recuperação do Pântanos Centrais tem sido muito mais lento comparado ao Pântanos Huwaizah e Hammar; as seções das zonas húmidas mais severamente danificadas ainda não mostram quaisquer sinal de regeneração. Acredita-se que o rato banticota Bunn da cauda curta tenham sido extintos.